# 安利控股
安利有限公司（除牌當時0102.HK），業務除了磁磚貿易及工程，還包括浴室設備貿易；雲石及浴室產品製造及出口；以及浴室產品零售及裝修業務。
1866年，由積及·安魯及彼德·嘉博在廣州創立安利有限公司。1881年，在上海創立總部，在1930年被沙遜財團收購，1949年轉移香港總部，1957年，被茂威．葛林（米高．葛林父親）收購，之後在1994年安排把安利控股在香港交易所主板上市。
2000年，科網股熱潮，被馬世民私人企業收購，當時更名為「宏思有限公司」，但受到科網股爆破，又更名為安利控股，到了2011年初，被新濠國際發展主席何猷龍私人企業收購，由凱升控股取代上市。

## 外部連結
- 安利有限公司 （页面存档备份，存于）